# Ярликапово
Ярлика́пово (рос. Ярлыкапово, башк. Ярлыҡап) — присілок у складі Абзеліловського району Башкортостану, Росія. Входить до складу Аскаровської сільської ради.
Населення — 54 особи (2010; 64 в 2002).
Національний склад:
- башкири — 100%